# منتخب البوسنة والهرسك لهوكي الجليد
منتخب البوسنة والهرسك الوطني لهوكي الجليد (بالصربية: Репрезентација Босне и Херцеговине у хокеју на леду)‏ هو ممثل البوسنة والهرسك  الرسمي في المنافسات الدولية في هوكي الجليد . تأسس في 2008.